# Zontar: The Thing from Venus
Zontar: The Thing from Venus, conosciuto anche come Zontar: The Invader from Venus, è un film per la televisione di fantascienza statunitense  del 1966 diretto da Larry Buchanan. È il remake a colori di Il conquistatore del mondo (It Conquered the World, 1956).

## Trama
Il dottor Curt Taylor, impiegato in un progetto che ha portato alla costruzione di un nuovo satellite per le telecomunicazioni, viene messo al corrente dal collega Keith della ricezione di uno strano messaggio proveniente dallo spazio tramite l'apparecchiatura.
Taylor si imbatte così nei criptici messaggi di Zontar, un alieno proveniente da Venere che sostiene di essere venuto sulla Terra per risolvere i  problemi dell'umanità. Ma questi prima fa precipitare il satellite sulla Terra, poi comincia a provocare black out in tutto il mondo e a manipolare, tramite poteri telepatici,  la mente delle persone, in particolare dello stesso Keith. Taylor capisce quindi che Zontar sta preparando l'invasione della Terra e cercando dominare il mondo tramite la manipolazione delle menti dei più influenti personaggi del pianeta, tra cui militari, scienziati e politici.

## Produzione
Il film fu prodotto dalla Azalea Pictures per la American International Pictures, girato a Dallas, Texas, e diretto dal regista e produttore di B-movie Larry Buchanan.
Si tratta di un remake a colori di Conquistò il mondo, o Il conquistatore del mondo (It Conquered the World, 1956), pellicola in bianco e nero distribuita nel decennio precedente dalla stessa American International Pictures.

## Distribuzione
Il film fu distribuito dalla American International Television in syndication nel 1966.
Zontar: The Thing from Venus faceva parte di un pacchetto di produzioni a basso costo affidate all'Azalea Productions di Buchanan che aveva lo scopo di redistribuire remake a colori di film in bianco e nero per la trasmissione in syndication sulla rete televisiva della compagnia, American International Television.
Il film è entrato nel pubblico dominio negli Stati Uniti.